# Wilhelm Ludwig Nikolai Bokslaff
Wilhelm Ludwig Nikolai Bokslaff, sau Wilhelm Ludwig Bokslaff (n. 1858, Riga – d. 1945, Poznan, Polonia) inginer constructor și arhitect leton de origine germană, absolvent al Institutului Politehnic din Riga în 1885, cunoscut a fi realizat o serie de clădiri în Riga, majoritatea lor în stilul arhitectural Art Nouveau.